# Колесников, Пётр Андреевич
Пётр Андре́евич Коле́сников (3 октября 1907, станица Старощербиновская (ныне Краснодарского края) — 28 мая 1996, Вологда) — советский и российский историк, археограф, издатель-архивист, общественный деятель. Доктор исторических наук, профессор Вологодского государственного педагогического института, заслуженный деятель науки РСФСР (1977), председатель Северного отделения Археографической комиссии АН СССР (1969—1992), почётный член Российской академии образования (1995). Почётный гражданин городов Вологда и Устюжна.

## Биография
В 1945 году работал офицером-воспитателем и старшим преподавателем в Саратовском суворовском училище. С 1960 года — преподаватель Вологодского педагогического института. Первый председатель Северного филиала Археографической комиссии АН СССР. Создатель научной школы историков-археографов. Ему принадлежат труды по истории Севера Европейской части России, преимущественно по социально-экономической истории XV—XX веков, истории культуры, краеведению, генеалогии.
Инициатор и руководитель работ по подготовке многотомных изданий «Памятники письменности в музеях Вологодской области: каталог-путеводитель» (с 1980), «Северные археографические сборники» (с 1970), по выявлению и публикации материалов по истории крестьянства, Великой Отечественной войны. Автор воспоминаний.
Похоронен на Пошехонском кладбище Вологды.

### Ученики
- Баландин, Николай Иванович
- Камкин, Александр Васильевич
- Саблин, Василий Анатольевич
- Сурмачёв, Олег Григорьевич[1]

## Увлечения
П. А. Колесников имел солидную библиотеку. Сотрудничал с художниками-графиками по поводу создания экслибрисов для своих книг. Ему помогали в этом такие художники, как Владислав Сергеев и Константин Козловский (Киев), вологодские художники Леонид Щетнев, Николай и Генриэтта Бурмагины.

## Публикации
- 330 лет назад. Исторический очерк // Вперёд. 1939. № 45, 46, 51.
- Странички истории нашего края // Вперёд. 1960. № 67, 70, 73, 75, 77, 79, 82, 83.
- Из истории металлургии Устюжно-Железопольского района в XVI—XVII вв. // Вопросы социально-экономической истории и источниковедения в России. М., 1961.
- Устюжна Железопольская по материалам описаний 1567 и 1597 гг. // Города феодальной России. М., 1966.
- Становление Советской власти в Устюжне // Вологодский архив. Сборник статей и документов. Вып. 3. Вологда, 1968.
- В. Н. Яковцевский. В. И. Казанский. Д. И. Казанский. И. И. Казанский // Имена вологжан в науке и технике. Вологда, 1968.
- К истории рода Батюшковых // К. Н. Батюшков; Ф. Д. Батюшков; А. И. Куприн: Материалы Всероссийской научной конференции. Вологда, 1968.
- Северная Русь: Архивные источники по истории крестьянства и сельского хозяйства XVII в. Вологда, 1971;
- Северная Русь: Архивные источники по истории Европейского Севера России XVIII в. Вологда, 1973;
- Северная Русь. Вып. 2. Архивные источники по истории Европейского Севера России XVIII века. Вологда, 1973. (Материалы 2-5-й ревизий по Устюженскому уезду).
- Северная деревня в XV — первой половине XIX века. К вопросу об эволюции аграрных отношений в Русском государстве. Вологда, 1976. (Материалы 4-10-й ревизий по Устюженскому уезду).
- История Устюжны и земли Устюженской (в документах и материалах) // Вперед. 1976. № 151; 1977. № 2,5, 14, 20, 27, 33, 40, 47, 55, 64, 77, 80.
- Устюжна: очерки истории города и района. Архангельск, 1979.
- Устюжно-Железопольский уезд в XVII веке // Проблемы исторической географии России. Вып. 1. Формирование государственной территории России. М., 1982.
- Устюжна // Край наш Вологодский. Историко-экономические очерки о городах и селах Вологодской области. Архангельск, 1982.
- Описание рукописных собраний Устюженского краеведческого музея // Памятники письменности в музеях Вологодской области. Каталог-путеводитель. Часть 1. Рукописные книги. Вологда, 1982. (Автор-составитель А. А. Амосов; общая редакция П. А. Колесникова).
- Описание книжных собраний Устюженского краеведческого музея // Памятники письменности в музеях Вологодской области. Каталог-путеводитель. Часть 2. Книги кириллической печати (1564—1825). Вологда, 1983. (Ответственный составитель А. А. Амосов; общая редакция П. А. Колесникова).
- Описание документальных памятников Устюженского краеведческого музея // Памятники письменности в музеях Вологодской области. Каталог-путеводитель. Часть 5. Документы советского периода. Вологда, 1984. (Ответственный составитель Н. И. Решетников; общая редакция П. А. Колесникова).
- Сотная из писцовых книг Д. Г. Вольского на посад Устюжны Железопольской 1597 г. II Крестьянство Севера России в XVI веке. Вологда. 1984 (совместно с Н. П. Воскобойниковой).
- Описание книжных собраний Устюженского краеведческого музея // Памятники письменности в музеях Вологодской области. Каталог-путеводитель. Часть 3. Книги гражданской печати (1718—1825). Вологда, 1984. (Ответственный составитель А. А. Амосов; общая редакция П. А. Колесникова).
- Описание документальных памятников Устюженского краеведческого музея // Памятники письменности в музеях Вологодской области. Каталог-путеводитель. Часть 4. Вып. 1. Документы дореволюционного периода. Вологда,1985. (Ответственный составитель А. А. Амосов; общая редакция П. А. Колесникова).
- Родословие вологодской деревни: (Список древнейших деревень — памятников истории и культуры). Вологда, 1990;
- Слово об Устюжне и альманахе // Устюжна. Историко-литературный альманах. Вып. 1. Вологда, 1992.
- Дворянство Устюженского уезда XVII — начала XX веков // Устюжна. Историко-литературный альманах. Вып. 2. Вологда, 1993.
- Размышления о пережитом. (Педагогические раздумья.) Вологда, 1994;
- Размышления о пережитом. (главы из книги)// Источник: информационно-методический научно-педагогический журнал. Вологда, 1995, с.1-11.
- Путешествия в родословия. Вологда,1997.
- Город Тотьма в XVII веке (к вопросу о социально-экономической истории русского поморского города). Диссертация на соискание ученой степени кандидата исторических наук // Тотьма. Краеведческий альманах. Вып. 3. Вологда. 2001. С. 180—277;

## Награды и звания
- Заслуженный деятель науки РСФСР (1977)
- Орден Трудового Красного Знамени (1987)
- Почётный гражданин города Вологды (1987)
- Почётный гражданин города Устюжны